# Revendicări teritoriale în Antarctica

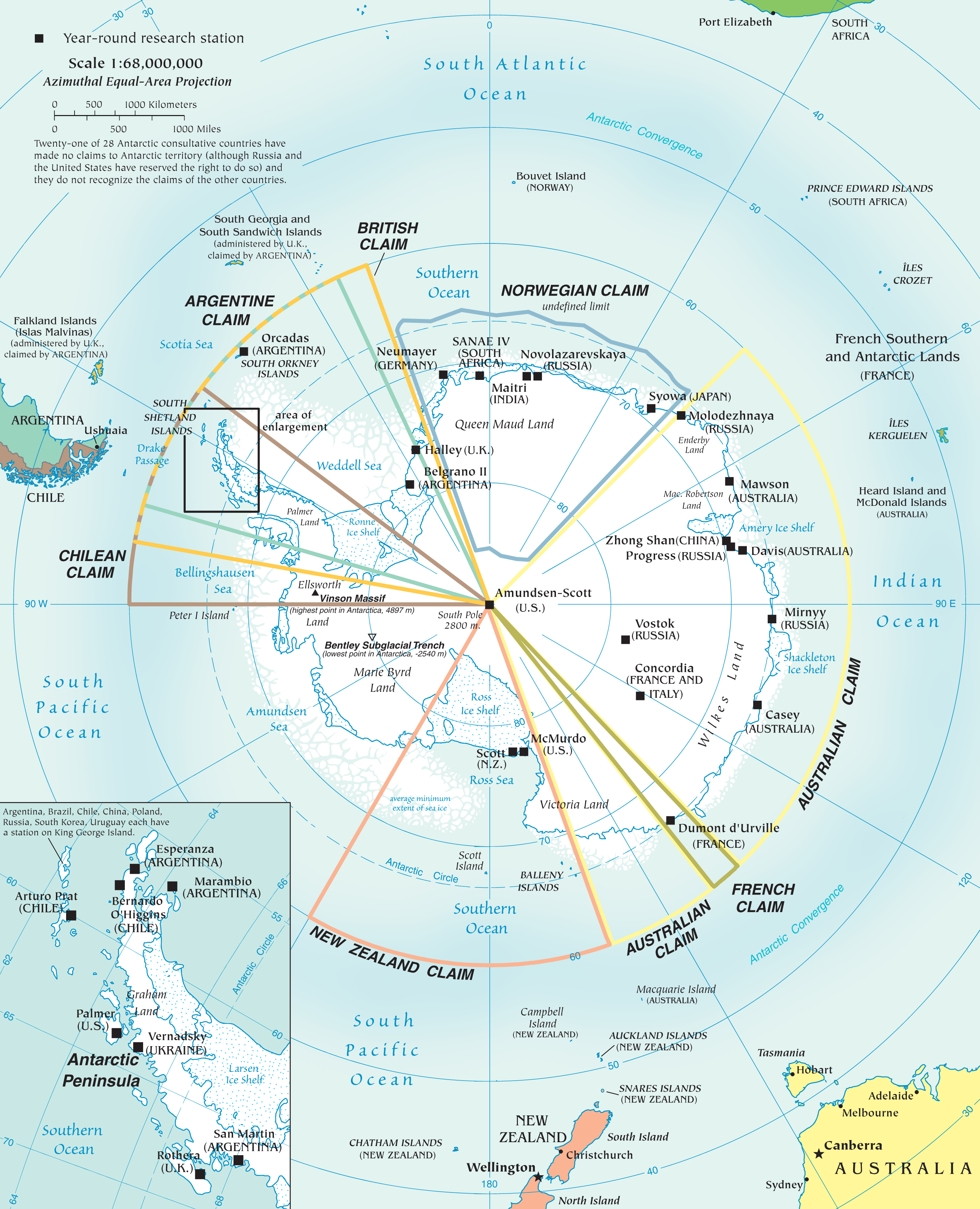
Staţiuni de cercetare şi revendicări teritoriale în Antarctica (2002)

Există șapte state care au revendicări asupra a opt teritorii din Antarctica. Aceste state și-au amplasat în cadrul propriilor teritorii baze de observație și studiu științific.